# Kraj svijeta
Kraj svijeta (smak svijeta, sud svijeta, susvita) ili grecizam apokalipsa (starogrčki ἀποκάλυψις (apokalipsis) = otkriće) označava tematski poseban dio religiozne literature u kojoj je "sudnji dan" ili "potop svijeta" u središtu pozornosti. Proročki i vizionarski, Apokalipsa najavljuje katastrofe koje dovode do "kraja povijesti" i dolazak Božjeg kraljevstva.
Pojam apokalipse u užem smislu, odnosi se na grčki naziv posljednje knjige Novoga zavjeta, Otkrivenje koju je, prema predaji, napisao Sveti Ivan Evanđelist († 101.) na otoku Patmosu.
Osim kod raznih kršćanskih zajednica i sveta pisma drugih velikih vjerskih zajednica sadrže vizije povezane s krajem svijeta.

## Povijest

### Kršćanska i hebrejska pretkazanja o početku kraja svijeta
Kršćanstvo još od smrti i vjerojanog uskrsnuća Isusa Krista očekuje njegov drugi dolazak među ljude koji će, prema teološkim vjerovanjima označiti kraj postojećeg svijeta i silazak Duha Svetoga među ljude i uzdizanje Novog Jeruzalema. Židovi su, za vrijeme vladavine Rimskog Carstva, željno očekivali dolazak mesije koji će ih osloboditi rimskog jarma. Godine 44. Theudas se prozvao mesijom i poveo 400 ljudi u pustinju, no rimski vojnici su ga uhvatili i ubili. U kasnijim stoljećima kršćanski i židovski kler pretkazivao je dolazak mesije i računao točan trenutak kraja svijeta, koristeći pri računici raznorazne matematičke principe (vrijeme od Adama do Krista, citati iz Biblije i sl.).
Godine 500. rimski teolog Sekstus najavio je neviđenu kataklizmu, tvrdeći da je upravo te godine navršeno 6000 godina od početka stvaranja svijeta. U srednjovjekovnoj Europi se proširila panika zbog približavanja 1000. godine, jer se vjerovalo da će tada nastupiti Sudnji dan koji će značiti Isusov drugi dolazak i suđenje po zaslugama svim živima i mrtvima. Nevjernike se pozivalo na obraćenje, a grešnike na iskupljenje. Mnogi su uoči 1000. godine rasprodali svoja imanja i sva zemaljska dobra, kriminalci su puštani iz zatvora, ali ništa se nije dogodilo. Slična panika dogodila se i 1033. godine, točno tisuću godina od vremena kada je Isus Krist razapet na križu.
Godine 1348. izbila je u Europi velika pandemija "crne smrti" koja je usmrtila velik dio stanovništva, zbog čega je nastala panika i uvjerenje suvremenika kako je nastupio početak kraja svijeta.
Njemački teolog i matematičar Michael Stife pokušao je pomoću matematičkih formula tumačiti navodna skrivena značenja Biblije te je izračunao da će se kraj svijeta i ponovni Isusov dolazak dogoditi 19. listopada 1533. godine u 8 sati ujutro. Kada je sudbonosan datum došao, a apokaliptička prognoza nije se ostvarila, uhićen je i sproveden u zatvor na mjesec dana.
Poznati škotski matematičar John Napier (1550. – 1617.) najavio je smak svijeta za 1688. godinu, no i on se prevario u svojim proračunima.

### Suvremena predviđanja smaka svijeta
Engleski fizičar Isaac Newton (1643. – 1728.) je, proučavajući Bibliju, predvidio da će smak svijeta nastupiti 2060. godine, no vjerovao je kako to neće značiti uništenje svijeta i ljudske civilizacije, nego novi ustroj stvari nadahnut božanskim djelovanjem.
William Miller (1782. – 1849.), američki baptistički propovjednik i osnivač milerizma zaključio je, na osnovi proučavanja Svetog pisma, kako će drugi Kristov dolazak biti negdje između 1833. i 1834. godine, no njegovo se proročanstvo nije ispunilo. Američki svećenik Charles Taze Russell, jedan od osnivača Jehovinih svjedoka i izdavač časopisa Kula stražara vjerovao je da će kraj svijeta nastupiti 1914., no i on se prevario. To nije obeshrabrilo njegove sljedbenike koji su tražili nove godine za kraj svijeta, pa su taj događaj smiještali u 1918., 1920., 1925., 1941., 1957., 1984. i 1994. godinu.
Američki propovjednik Pat Robertson predvidio je dolazak sudnjeg dana u listopadu ili studenom 1982. godine.
David Koresh (1959. – 1993.), vođa sekte Davidovog ogranka u Texasu, okupio je oko sebe grupu štovatelja, osobito žena i djece i prorekao da će Sudnji dan nastupiti 1995. godine. Policija je 1993., zbog dojave o zlostavljanju djece, okružila i napala pripadnike sekte, prilikom čega je Koresh izgubio život.
U Japanu je 1995. vođa religijske sekte Aum Shirinikyo Shoko Asahara napravio pokolj u tokijskoj podzemnoj željeznici, kako bi dokazao dolazak sudnjeg dana koji je najavio za razdoblje između 1997. i 2000. godine.
Proučavajući Nostradamusova proročanstva, neki su autori zaključili kako će do smaka svijeta doći 1999. godine, no ni tada se nije ništa dogodilo. Jedna od najnovijih teorija o smaku svijeta je ona o majanskom kalendaru čiji ciklus završava krajem 2012. godine, što se uzima kao još jedan mogući datum za sud svijeta. Ta je teorija povezana i s teorijom o planetom Nibiru koji će, prema vjerovanju, pri prolasku kroz Sunčev sustav, donijeti velika razaranja na Zemlji. Tu je priču plasirala samozvana američka proročica Nancy Lieder 1993. godine.
Istodobno, američki radijski propovjednik Harold Camping svratio je pozornost na sebe predviđanjem smaka svijeta na temelju proučavanja Biblije. Isprva je kao datum smaka svijeta uzeo 1994. godinu, a potom je najavio kraj svijeta za 21. svibnja 2011. godine. Budući da se ni tada ništa nije dogodilo, pomakao je proračun na 21. listopada iste godine, no opet je pogriješio.
Američka proročica Jeane L. Dixon (1904. – 1997.) prognozirala je dolazak Antikrista te drugi Kristov dolazak između 2020. i 2037.

## Suvremeni pogledi na moguće scenarije kraja svijeta
Među uzrocima kraja svijeta koje spominju suvremene znanosti (ili umjetnosti – posebno filmska) vrijedi spomenuti sljedeće:
1. pandemija, smrtonosne bolesti;
2. udar asteroida u Zemlju;
3. crne rupe;
4. tsunami koji uništava gusto naseljenu obalu;
5. supervulkan koji izazove novi milenij ledenog doba;
6. nuklearna zima nakon nuklearnog rata.

Scenariji se međusobno ne isključuju, ali i omogućavaju nagađanja o Božjem sudjelovanju.

## Popularna kultura
- Pjesma američkog rock sastava R.E.M.-a It's the End of the World as We Know It (And I Feel Fine).
- Američki film Kraj dana s Arnoldom Schwarzeneggerom u glavnoj ulozi.
- Pjesma hrvatskog sastava The Beat Fleet Smak svita.